# Hermanos de armas (novela)
Hermanos de armas (en inglés: Brothers in Arms) es una novela de la Serie de Miles Vorkosigan; una saga de ciencia ficción escrita por la novelista norteamericana Lois McMaster Bujold. 

## Argumento
Miles, con 24 años, debe cumplir a la vez con el rol de teniente de Barrayar y con su identidad alternativa de comandante en jefe de los mercenarios Dendarii. La flota Dendarii es perseguida por los Cetagandanos y debe llegar a la Tierra para efectuar unas reparaciones para las que carecen de presupuesto. Al mismo, tiempo existe un complot para sustituir a Miles por un clon, aunque primero será necesario averiguar cuál de las dos identidades de Miles está amenazada por dicha suplantación.

## Cronología
Las fechas de publicación de los distintos relatos de la saga de Miles Vorkosigan no se corresponden con el orden cronológico interno de la trama. Dentro de la serie, este relato se encuentra:
| Precedido por:                        | Serie:                    | Seguido por:                                 |
| ------------------------------------- | ------------------------- | -------------------------------------------- |
| Fronteras del infinito (relato corto) | Serie de Miles Vorkosigan | Fronteras del infinito (libro recopilatorio) |